# The Fighting Lieutenant
Pour plus de détails, voir Fiche technique et Distribution.
The Fighting Lieutenant est un film muet américain réalisé par E.A. Martin et sorti en 1913.

## Fiche technique
- Réalisation : E.A. Martin
- Scénario : E.A. Martin
- Production : William Nicholas Selig
- Date de sortie : États-Unis : 20 juin 1913

## Distribution
- Harold Lockwood
- Eugenie Besserer
- Adele Lane
- Al Ernest Garcia
- George Hernandez
- William Hutchinson